# Samy Thiébault
Samy Thiébault (* 1978 in der Elfenbeinküste) ist ein französischer Jazzmusiker (Tenorsaxophon, Komposition, auch Flöte).

## Leben und Wirken
Thiébault erhielt zunächst eine traditionelle musikalische Ausbildung am Conservatoire de Bordeaux, bevor er Jazz am  Conservatoire national supérieur de musique et de danse de Paris (CNSMDP) studierte. Während seines Musikstudiums erwarb er zudem an der Sorbonne (2001) eine Maîtrise in Philosophie mit Auszeichnung. 2004 legte er sein Debüt-Album Blues for Nel vor, gefolgt von Gaya Scienza (2007) und Upanishad Expériences (2010). Das Album Feast of Friends aus dem Jahr 2015 war eine Hommage an die Rockband The Doors; bei seinem Album Rebirth arbeitete er mit dem Trompeter Avishai Cohen zusammen. Sein Album Awé (2021) wurde von der Zeitschrift Télérama zu den fünf besten Jazzproduktionen des Jahres gezählt. Im Bereich des Jazz war er laut Tom Lord zwischen 2001 und 2019 an elf Aufnahmesessions beteiligt.
Im Lauf seiner bisherigen Karriere wirkte Thiébault auch an Aufnahmen von Free Human Zoo um Gilles Le Rest, von Jean-Paul Daroux und der Thierry Maillard Big Band mit. Daneben schrieb und komponierte er Musik für verschiedene Tanz-, Theater- und Filmprojekte und gründete sein eigenes Label Gaya Music. Er unterrichtet am Konservatorium in Choisy-le-Roi bei Paris.